# 井川町吉岡
井川町吉岡（いかわちょうよしおか）は、徳島県三好市の町名。郵便番号は779-4803。

## 地理
三好市の北東部に位置。北は井川町島、西は井川町中岡・井川町田中・井川町ヒラソ、東は井川町タクミ田・井川町聖厳寺、南は井川町井内西とそれぞれ接する。地域の北側に国道192号やJR徳島線が通り、住居が集中している。南側は山林となっている。

### 河川
- 中村谷川

## 歴史
- 2006年（平成18年）3月1日 - 三好郡井川町が三野町・池田町・山城町・東祖谷山村・西祖谷山村と合併して三好市が発足し、現在の町名となる。

## 世帯数と人口
2021年（令和3年）11月30日現在の世帯数と人口は以下の通りである。
| 町丁       | 世帯数 | 人口  |
| ---------- | ------ | ----- |
| 井川町吉岡 | 56世帯 | 133人 |

## 交通

### 鉄道
- 最寄り駅はJR徳島線の辻駅及び佃駅。

### 道路
国道
- 国道192号